# Село імені Леніна (Калузька область)
Імені Леніна (рос. Имени Ленина) — село в Думіницькому районі Калузької області Російської Федерації.
Населення становить 2 особи. Входить до складу муніципального утворення Присілок Високе.

## Історія
Від 2004 року входить до складу муніципального утворення Присілок Високе.

## Населення
| 2002 | 2010 |
| ---- | ---- |
| 9    | ↘2   |